# Neus Campillo i Iborra
Neus Campillo Iborra, (Sueca, Ribera Baixa, 1945) és catedràtica de Filosofia i investigadora en l'Institut Universitari d'Estudis de la Dona (IUED) de la Universitat de València. Doctora en Filosofia en la Universitat de València fou directora del departament de Filosofia en dita universitat del 1999 al 2000, i actualment és professora emèrita d'aquesta mateixa institució. Fou també directora de IUED de 1994 a 1996.
És una pensadora feminista emmarcada en la Segona onada del feminisme. Des de la seua posició de directora de l'IUED impulsà els estudis feministes de les dones i del gènere.

## Vida professional
Fou professora visitant en la Universitat Harvard l'any 1998 i en la Universitat Yale en 2007.
En l'actualitat, les seues principals línies d'investigació són la filosofia d'Hannah Arendt i la Teoria Feminista com a Teoria Crítica, encara que el seu camp de pensament va des de Sòcrates i els sofistes a les polítiques públiques amb perspectiva de gènere.
La Teoria Feminista com a Teoria Crítica parteix de la idea que el feminisme, a més de teoria política i moviment reivindicatiu, és una crítica teòrica. El motiu pel qual es té en compte el feminisme en l'àmbit de la filosofia és pel seu caràcter de crítica. Radicalitzar les idees il·lustrades i mostrar les seues paradoxes constitueix el nucli del programa feminista. Nascuda en temps de la il·lustració, la crítica feminista mostrava ja que sols des del prejudici misogin i no des de la raó es podia sostindre que es deixara fora del concepte de ciutadania a la meitat de la humanitat.
Pel que fa a Hannah Arendt, Neus Campillo estudia com en el seu pensament es van redefinint la política i la filosofia fins a arribar a plasmar algunes de les claus bàsiques del segle xx: com seguir pensant quan s'ha comprovat que la modernitat, la ciència i la tècnica, poden representar la fi de la humanitat, i com pot una societat de masses i de consum fer front al perill del totalitarisme.
Actualment és també l'editora de la revista d'investigació feminista Asparkía. Aquesta publicació, nascuda en 1992, aborda temes enquadrats dins de la investigació feminista i enfoca els estudis de gènere des d'una perspectiva interdisciplinar.

## Premis
Fou una de les 10 dones homenatjades en l'Acte pel Dia de la Dona, organitzat per la presidenta de la Comissió d'Igualtat de les Corts, Llum Quiñonero, en març de 2017. Se l'hi reconeix el treball i les aportacions com a investigadora en l'Institut Universitari d'Estudi de la Dona de la Universitat de València.

## Obres (1976 - 2014)
Al llarg de la seua carrera professional, Neus Campillo Iborra ha publicat un nombre considerable de treballs, des d'articles de revistes especialitzades a llibres propis, passant per col·laboracions en obres col·lectives. D'entre aquests podem destacar:
- "L'ambivalència del sotmetiment: violència i gènere" en L'espill, núm. 19, 2005, p. 69-78.[8]
- "Hannah Arendt, técnica y política" en Mètode: Anuario, n.º 2004, 2004, p. 26-28.[8]
- "Feminismo, ciudadanía y cultura crítica" en Recerca: revista de pensament i analisi, núm 4, 2004, p. 167-179.[8]
- Filosofía social (coautora, M. Boladeras). Síntesis, 2001.[9]
- Hannah Arendt: lo filosófico y lo político. València: Publicacions de la Universitat de València, 2013.[10]
- El descrèdit de la modernitat. Universitat de València, 2001.[11]
- John Stuart Mill: sobre la libertad. Valencia: Dirección General de Ordenación e Innovación Educativa, 1990.[12]
- Sócrates y los sofístas (coautor S. Vegas). València: UV/Dpto. de HF, 1976.[13]
- "El feminismo nominalista de Celia Amorós" (ed. lit. M. López, L. Posada), en Pensar con Celia Amorós, 2010, p. 37-44.[14]
- "Mujeres ciudadania y sujeto político" (coord. A. Helda) en El reto de la igualdad de género: nuevas perspectivas en ética y filosofía política, 2008, p. 147-157.[15]
- "Género, ciudadanía y sujeto político" (coord. T. Freixes, J. Sevilla) en Género, constitución y estatutos de autonomía, 2005, p. 23-26.[16]
- "Hannah Arendt: mundo y pluralidad, una ontología del aparecer" (coord. Á. Álvarez), en Paideia, 2005.[17]
- "J. St. Mill: Igualdad, criterio de la modernidad" (coord. M. A. Durán) en Mujeres y hombres en la formación de la teoría sociológica, 1996, p. 73-112[18]